# (4252) Godwin
(4252) Godwin ist ein Hauptgürtelasteroid, der am 11. September 1985 von Henri Debehogne von der Europäischen Südsternwarte aus entdeckt wurde.
Der Asteroid wurde nach Richard Godwin (* 1955), einem Vorstandsmitglied der Space Frontier Foundation, benannt.